# Bečváry
Bečváry – gmina w Czechach, w powiecie Kolín, w kraju środkowoczeskim. Według danych z dnia 1 stycznia 2013 liczyła 994 mieszkańców.
W miejscowości jest stacja kolejowa Bečváry.

## Podział gminy
- Bečváry
- Červený Hrádek
- Hatě
- Horní Jelčany
- Poďousy